# Tancoco (municipalité)
La municipalité de Tancoco est l'une des 212 municipalités de l'État de Veracruz, et est située dans la partie nord de cet État. Située à l'ouest du golfe du Mexique, elle appartient au bassin versant du fleuve Río Tuxpan et est assise les piémonts du massif montagneux de la Sierra Madre orientale, qui s'étend à l'ouest. Son chef-lieu est la localité éponyme de Tancoco. Elle dépend de la région Huasteca Baja, du nom du peuple des Huaxtèques qui y est établi, et est une des 10 subdivisions administratives de l'État de Veracruz.

## Géographie
La municipalité de Tancoco appartient aux confins nord du bassin versant du fleuve Río Tuxpan. Elle comprend également de petits affluents du fleuve côtier San Marcos, qui se jette dans la lagune de Tamiahua, sur le golfe du Mexique. Assise sur les piémonts orientaux du massif montagneux de la Sierra Madre orientale, en un secteur nommé Sierra de Otontepec, son altitude oscille entre 10 et 1300 mètres. Son chef-lieu, la localité éponyme de Tancoco, se trouve dans la partie nord-ouest de son territoire. Ce territoire couvre une superficie de 156 km2, et était peuplé en 2020 de 5795 habitants, pour une densité de 37,2 habitants par km2.
Cette municipalité est limitrophe au nord de celles de Naranjos Amatlán, de Tamalin et de Tantima, à l'ouest de celles de Citlaltépetl et de Chontla, au sud de celles de Tepetzintla et de Cerro Azul, et à l'est de celle de Tamiahua.

## Composition et démographie
La municipalité était composée en 2020 de 26 localités, dont aucune n'était considérée comme urbaine, toutes étant rurales.
| Localité                  | Population |
| ------------------------- | ---------- |
| Tancoco                   | 1438       |
| Zacamixtle                | 1270       |
| Kilómetro Cuarenta y Tres | 702        |
| Ignacio Zaragoza          | 439        |
| La Mora                   | 327        |
| Reste des localités       | 1619       |
| Total population          | 5795       |

En plus de l'espagnol, plusieurs langues amérindiennes sont parlées dans la municipalité, dont les principales sont par ordre d'importance : le huastèque et le nahuatl, les autres langues étant plus marginales.

## Histoire
La localité de Zacamixtle a connu au début du XXe siècle une activité d'extraction de pétrole, qui fit que le chef-lieu de la municipalité y fut à un moment déplacé. En 1929, la localité de Tancoco retrouve son statut de chef-lieu.

## Économie

### Agriculture et élevage
La superficie des parcelles semées représentait en 2021 une surface totale de 610 hectares, parmi lesquels 447 hectares étaient voués à la culture du maïs, 92 hectares étaient voués à la culture de l'orange, et 66 hectares étaient voués à celle du haricot.
En 2021, la production de viande par tonnes comprenait 590,7 tonnes de viande bovine, 40,8 tonnes de viande porcine, 4,2 tonnes de viande ovine et 3,3 tonnes de volailles. La superficie vouée à l'élevage représentait alors 9670 hectares.